# Barda Beáta
Barda Beáta (Budapest, 1958 –) magyar dramaturg, intézményvezető.

## Életpályája
1985-1988 között a Színház- és Filmművészeti Főiskola dramaturg szakos hallgatója volt. 2006-tól a Trafó – Kortárs Művészetek Háza programszervezője volt, 2007-2017 között művészeti vezetője. 2017-től az intézmény ügyvezető igazgatója.

## Rendezőasszisztensi munkái
- A legényanya (1989)
- Eldorádó (1988)

## Díjai és kitüntetései
- Hevesi Sándor-díj (2016)[8]
- Budapestért-díj (2021)[9]